# Obiect BL Lac

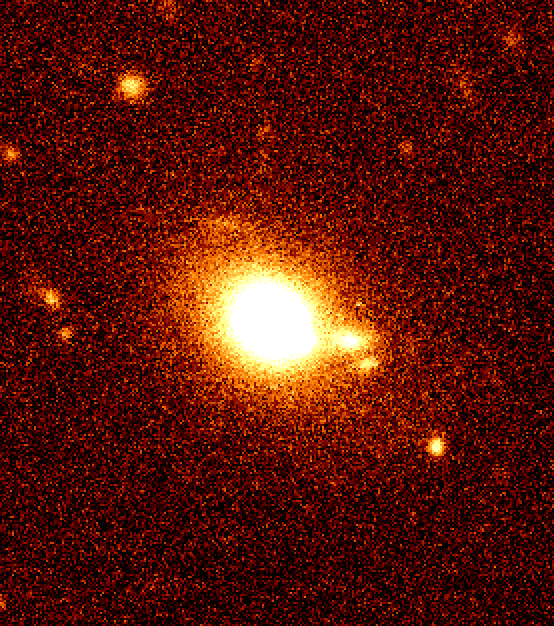
Obiectul BL Lac H 0323+022; este vizibilă galaxia gazdă.

Un obiect BL Lac (prescurtarea de la obiect BL Lacertae) este un tip de galaxie activă cu un nucleu galactic activ, iar denumirea sa vine de la prototipul său, steaua BL Lacertae (despre care s-a crezut eronat la început că era o stea variabilă).  Aceste obiecte emit radiațiile sub formă de jeturi galactice (cele două jeturi se află la cei doi poli galactici). 